# Kenchanala, Hosanagara
Kenchanala là một làng thuộc tehsil Hosanagara, huyện Shimoga, bang Karnataka, Ấn Độ.